# Olivandenhof

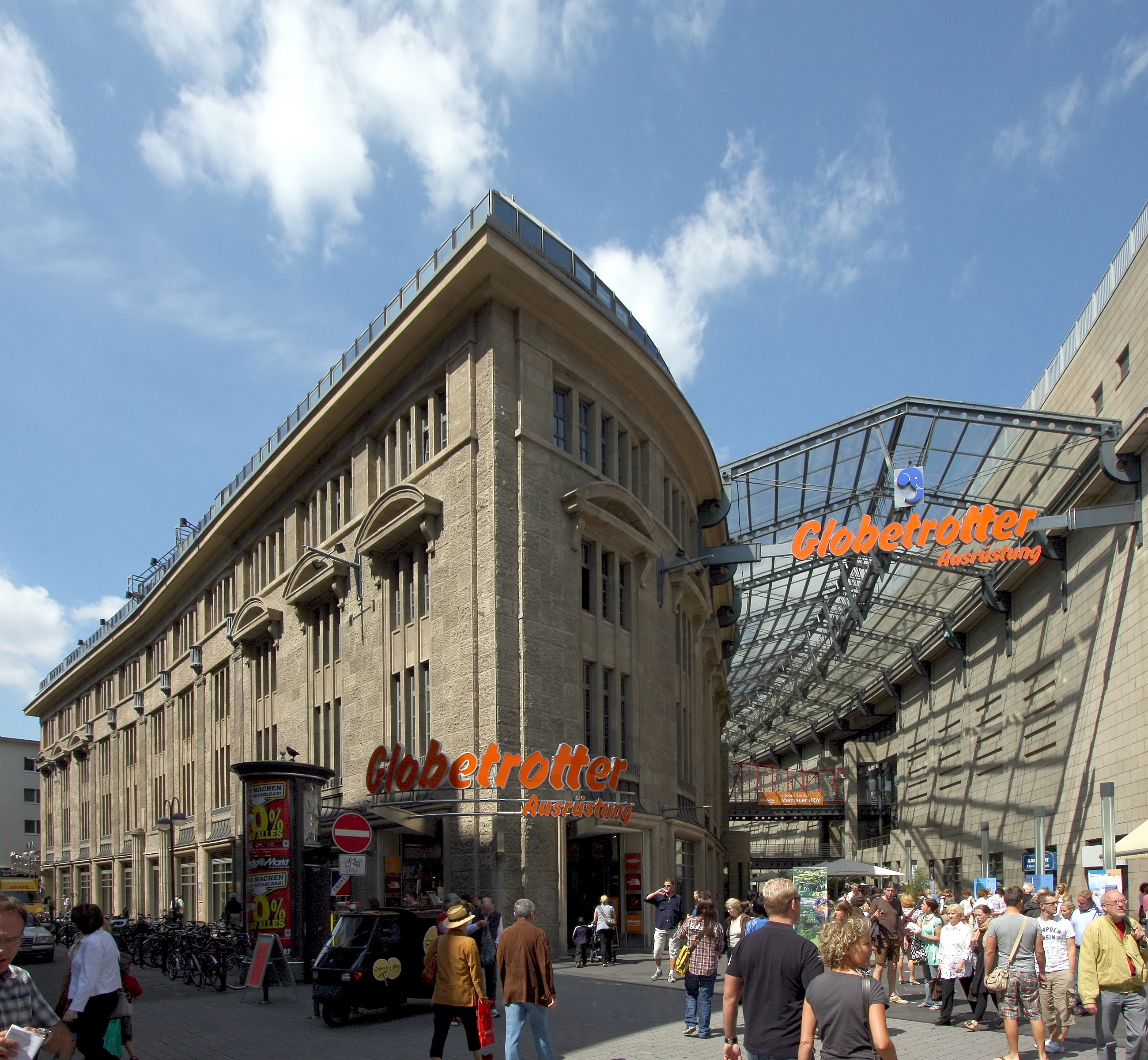
Olivandenhof – Südostansicht (2008)

Olivandenhof ist der Name einer Einkaufspassage in der Kölner Altstadt-Nord, an der Ecke Zeppelinstraße 9 und Richmodstraße 10.

## Vorgängerbauten
Die Namensherkunft „Olivandenhof“ ist umstritten. Seit 1286 ist erstmals an der Stelle in der heutigen Straße Am alten Posthof / damals Streitzeuggasse („Stritgaß“) das „domus ad olvont“ erwähnt, es wird 1290 „Olunt“ genannt, 1291 wird erstmals das Haus „Olvunde“ (zum Elefanten) erworben, es heißt aber auch „ad camelum“ (zum Kamel). Den Erwerb des Hauses finanzierten die Begarden Johann von der Griechenpforte und Jakob von Schlebusch. Seit 1291 wird der Begardenkonvent „Haus zur Olvunde“ (züme Oluünde) genannt, von dem sich der Name Olivengasse ableitete. Im Jahre 1299 wird der Konvent „zum Olvunde“ bezogen. Nach anderer Auffassung hatte das Gebäude ein Kamel als Symbol, das auf Niederdeutsch „Olivant“ heißt; deshalb nannte man es „zum Oliphant“ oder „Olvunden“. Es gibt Hinweise darauf, dass sich das Kloster im Besitz des im März 1312 aufgelösten Templerordens befand und danach zunächst an eine Bruderschaft der hl. Margareta überging. Bereits 1311 siedelten sich hier die Brüder „zur Olvhunde“ an, 1328 nahm der Begardenkonvent die Drittordensregel des Franziskus an; um 1550 wohnte nur noch ein Bruder im Haus. Es folgte eine Lautverschiebung des Klosternamens über „Olipunde“ zu „Olipanden“.

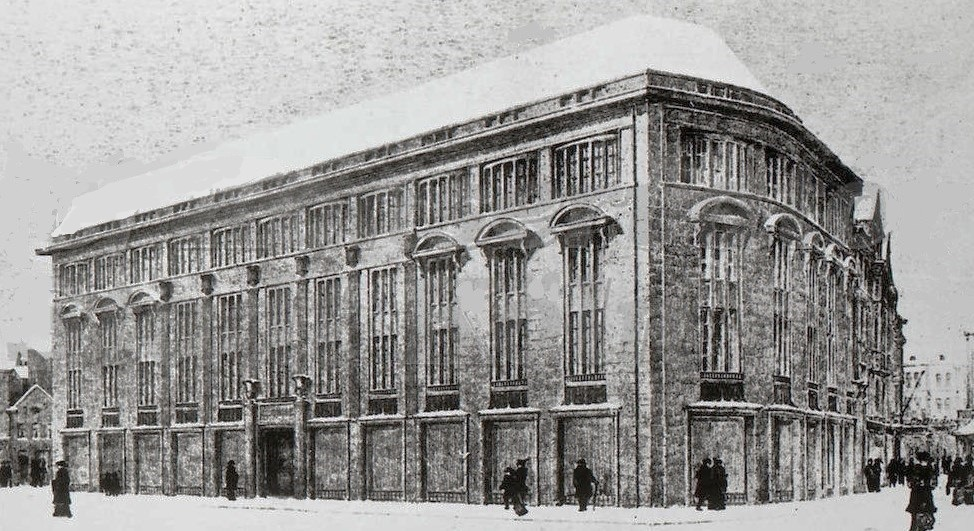
Olivandenhof (1914)

Seit dem 28. Juni 1589 bestand hier der „Conventus ad olivas“, ein Kloster der Franziskaner-Observanten, das auch eine Kapelle, „Portiuncula-Capell“ genannt, besaß. Die an der Minoritenkirche ansässigen Franziskaner hatten sich nach der Teilung des Ordens 1517 den Konventualen oder Minoriten angeschlossen. Die Observanten, die eine strengere Auslegung des Armutsgelübdes lebten, siedelten sich daraufhin im verlassenen Olivandenkloster an; in der observanten Bewegung standen sie dem Reformzweig der Franziskaner-Rekollekten nahe.
Das Kloster wurde, genau wie das Kloster der Minoriten, während der Franzosenzeit im Rahmen der Säkularisation 1802 aufgelöst, diente bis 1813 als Wohnung für Veteranen und wurde 1816 zu einem Kornmagazin umgewidmet; die übrigen Bauten dienten ab 1818 als Kaserne. Ab 1910 mussten die Gebäude dem Durchbruch der Zeppelinstraße weichen. 1912 konzipierte Hermann Eberhard Pflaume jr. (1869–1921) den 1913 fertiggestellten Vorgängerbau des heutigen Olivandenhofs, einen energisch profilierten Bau, dessen kriegsbeschädigte Fragmente 1945 das Möbelhaus May bezog.

## Neubau als Einkaufszentrum
Im Auftrag des neuen Grundstückseigentümers, der Colonia-Versicherung, konzipierten Hentrich, Petschnigg & Partner 1986 unter Verwendung der erhalten gebliebenen Bauzeichnung zum „Olivandenhof“ einen Neubau für Baukosten in Höhe von 80 Millionen DM, der Teile der Fassade des kriegszerstörten Vorgängerbaus einbezog. Das am 29. September 1988 eröffnete Gebäude präsentiert eine Glaskuppel mit einem ovalen Lichthof, der von 12 Rolltreppen durchquert wird. Die auf 4 Etagen verteilte Verkaufsfläche von 9.507 m² (davon 7.500 m² Einzelhandelsfläche, der Rest ist Bürofläche) ist Kölns kleinstes Einkaufszentrum. Sie bietet Raum für 46 Handels- und Gastronomiebetriebe. 
Eine Fußgängerbrücke verbindet den Olivandenhof mit dem gegenüber liegenden ehemaligen Karstadt-Kaufhaus (zuletzt Galeria) in einer Höhe von 12,50 Meter und mit einer Länge von 68 Metern. Außerdem besteht eine gläserne Überdachung zwischen beiden Gebäuden über der Zeppelinstraße. 
Seit Juni 1998 führte die Colonia Lebensversicherung Umbauten zu Baukosten von 21 Millionen DM durch. Dabei wurden eine Erweiterung um eine Untergeschoss-Ebene mit 12 neuen Ladenlokalen, Verbindungen zur benachbarten Neumarkt-Galerie und Karstadt durchgeführt und die Zahl der Rolltreppen auf 6 halbiert. Nach Abschluss der Umbauarbeiten eröffnete der Olivandenhof am 24. September 1998 neu. 
Zwischen September 1992 und Juli 2007 befand sich das Privatradio RPR1 im Olivandenhof und zog danach zum „Capitol-Kino“ am Friesenplatz.

## Umbau als Geschäftshaus
Unter dem Architekten Prof. Moths Architekten erfolgte die Umplanung und Bau von 2004 bis 2006 von einem Einkaufszentrum zu einem Geschäftshaus für den Outdoor-Bekleidungs-Filialisten Globetrotter Ausrüstung. Hierzu wurden alle Rolltreppen entfernt und durch ein großzügiges Treppenhaus ersetzt das über Dschungelgeräusche als Ruhepunkt wirkt. Der Lichthof in der Mitte des Gebäudes wurde zu einem Pool umgebaut in dem Wassersportausrüstung getestet werden kann. Eine ungewöhnliche Erlebniswelt mit Kletterwand, einer Regen- und Kältekammer und einem Tauchbecken ermöglicht den Test der Outdoor-Artikel mittels Erlebnisshopping. Die Eröffnung erfolgte im März 2006 und es ist mit 7.000 m² das größte Outdoor-Fachgeschäft Europas.

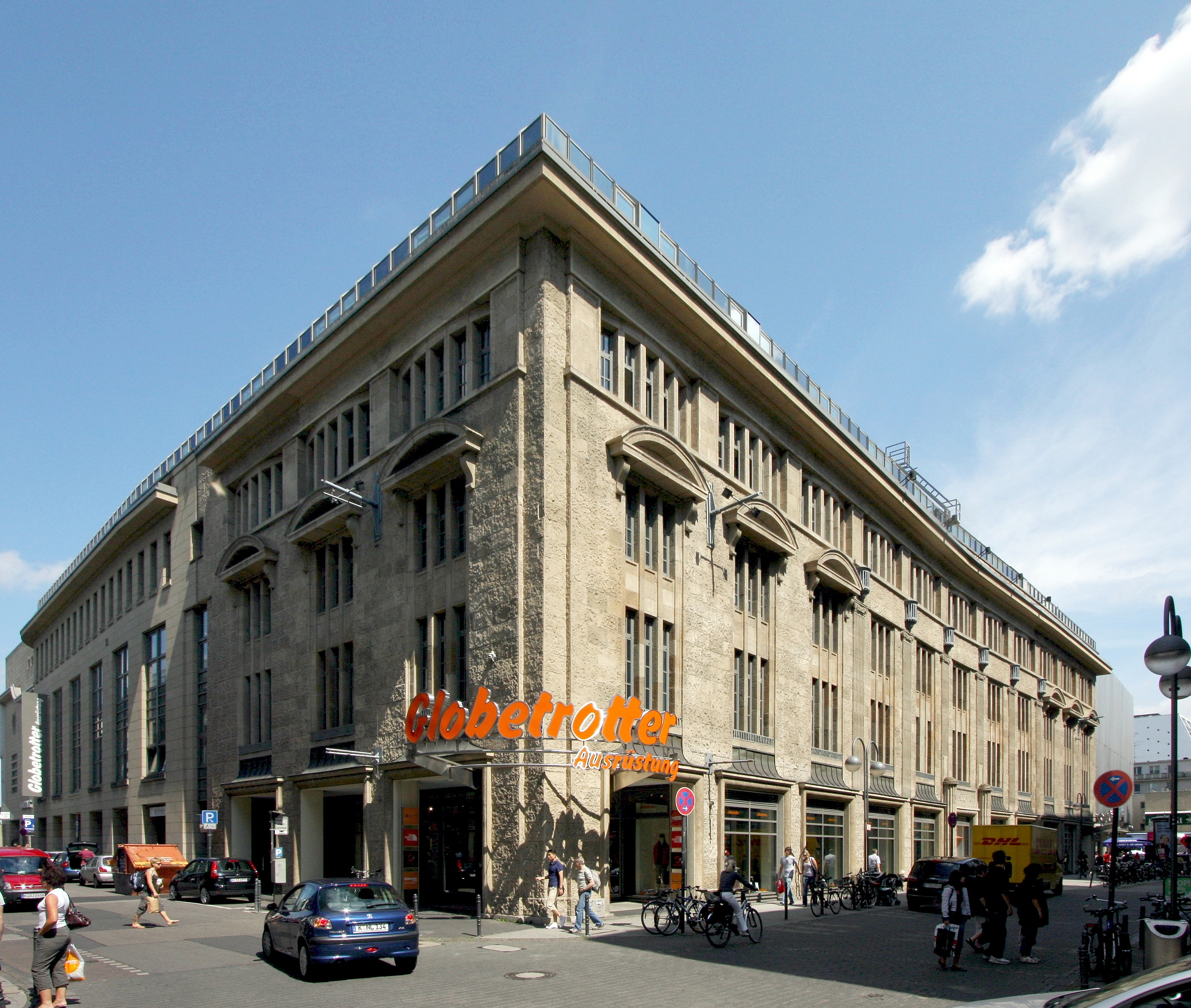
Olivandenhof – Südwestansicht (2008) mit Neubau und Altbau
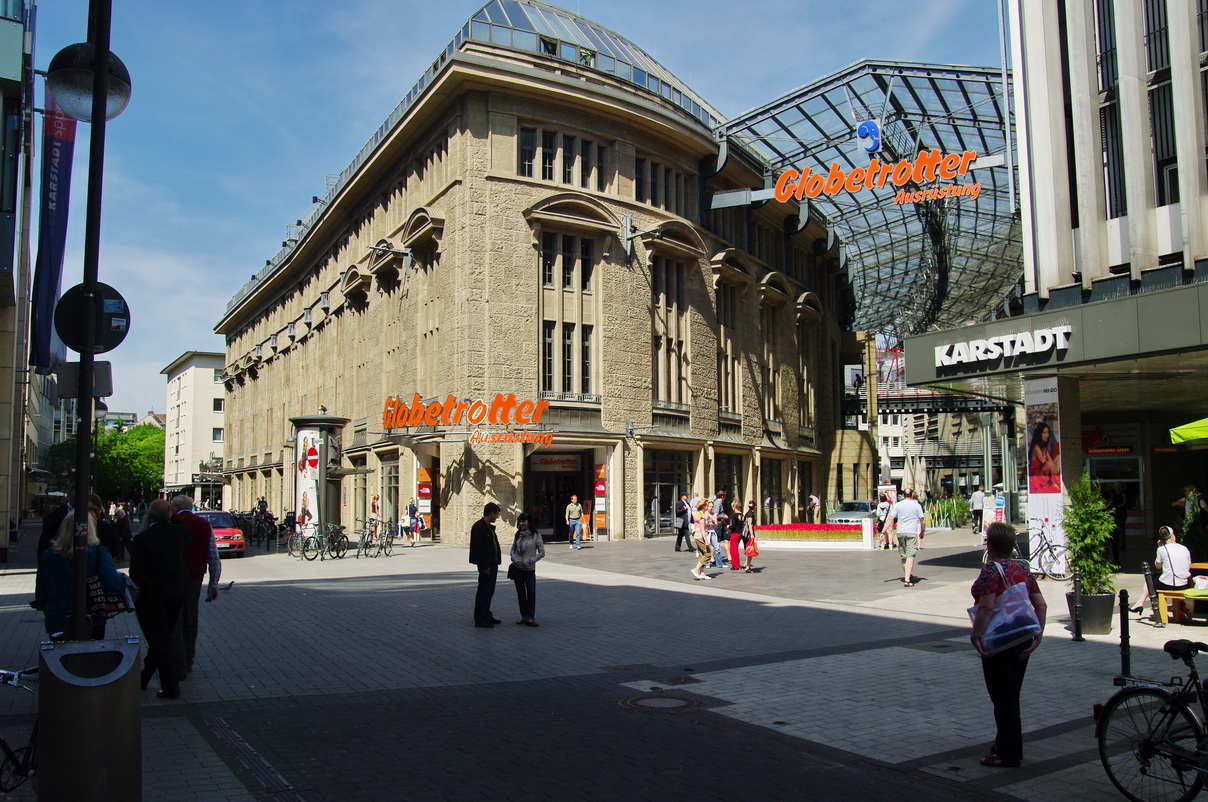
Olivandenhof – Am alten Posthof / Zeppelinstraße (2011)
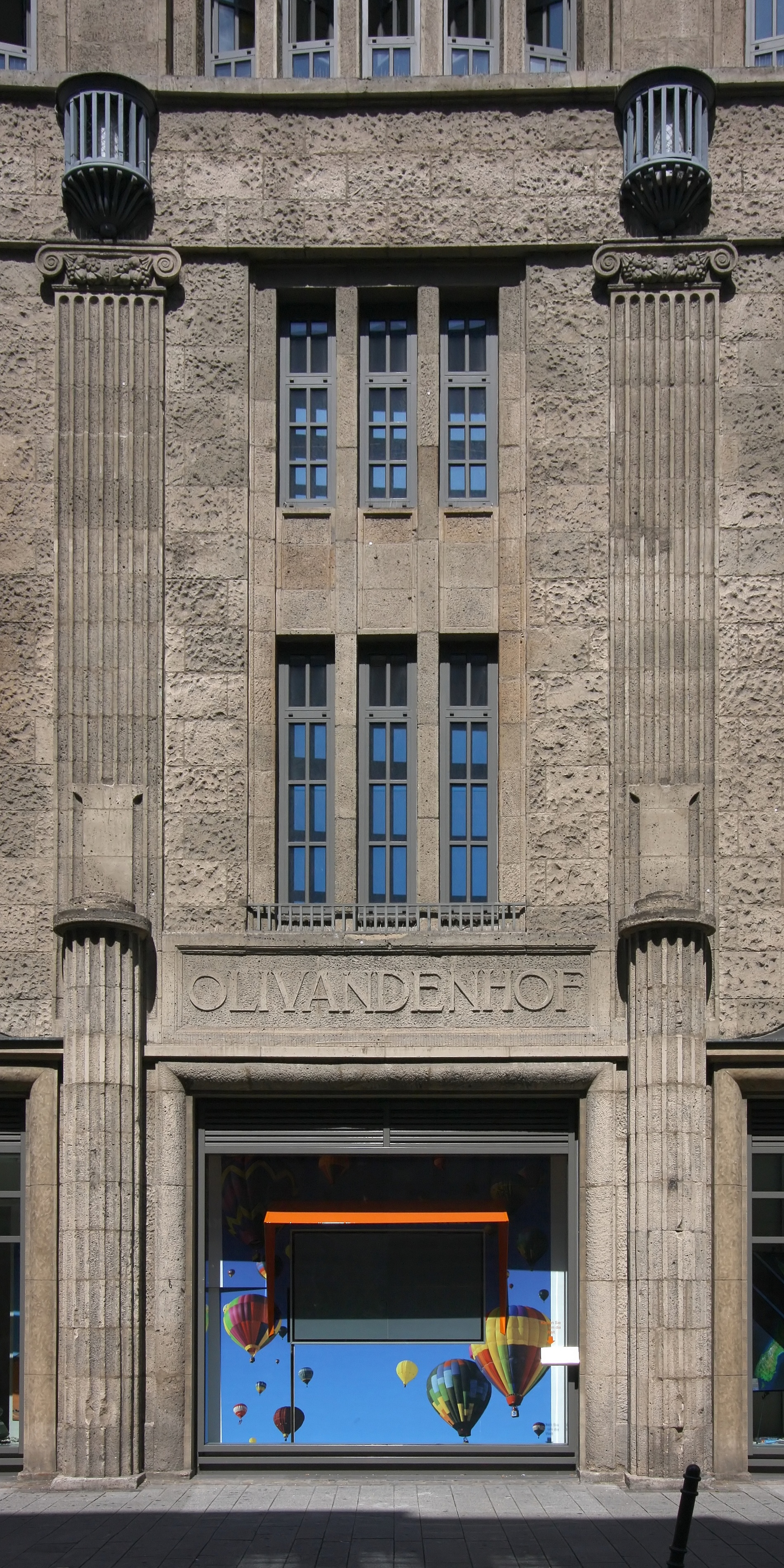
Olivandenhof - Schriftzug an der Südseite, Am Alten Posthof (2008)
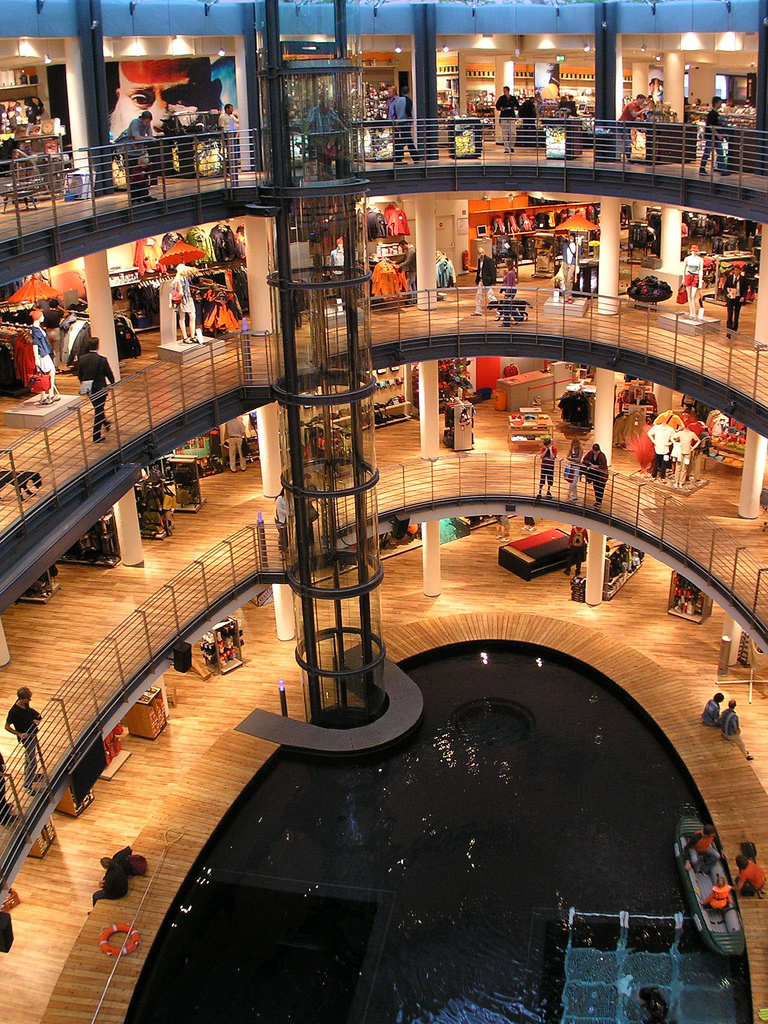
Olivandenhof – Lichthof Globetrotter (2006)
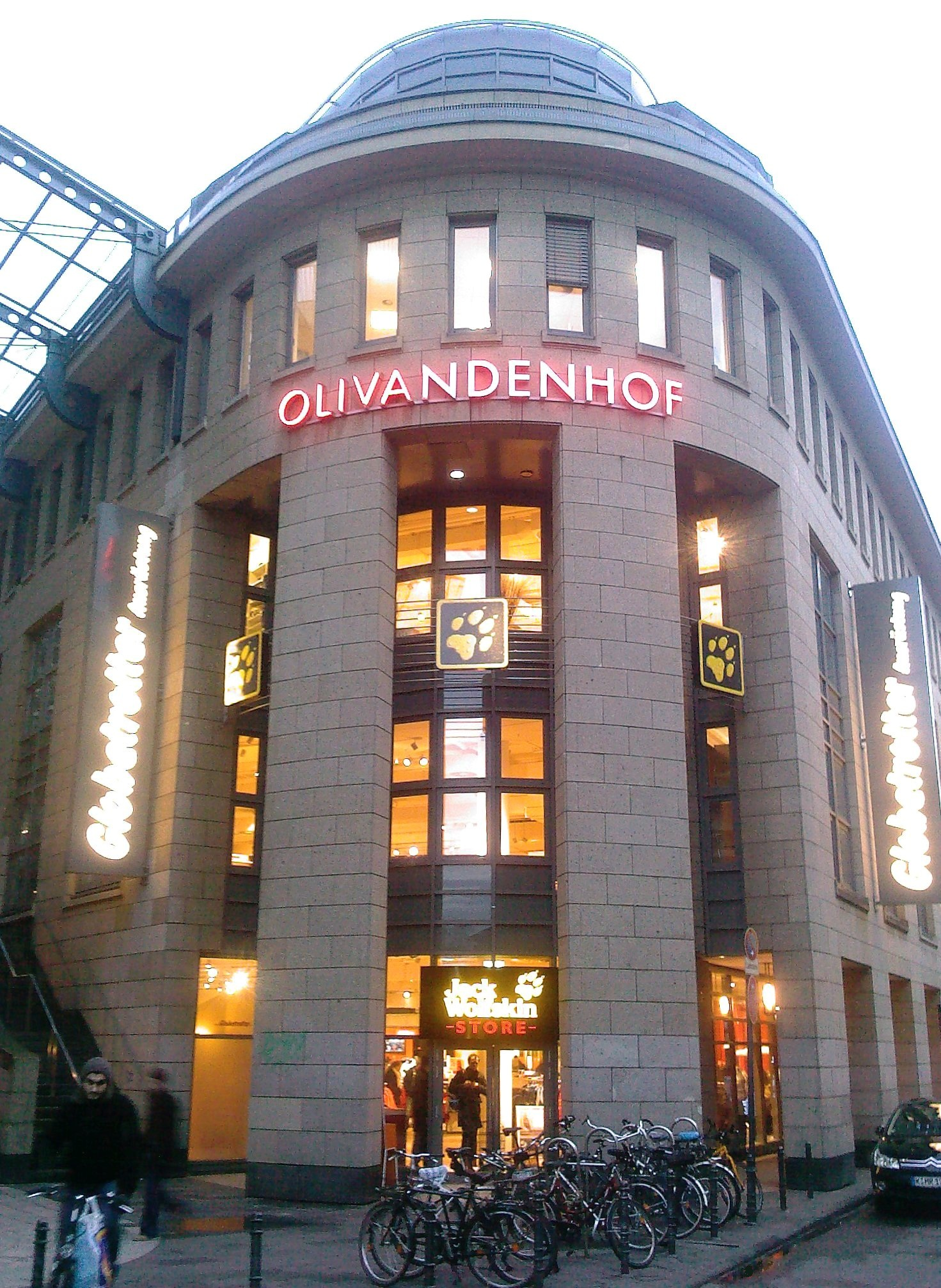
Olivandenhof Osteingang Jack Wolfskin

## Wechsel Verwalter und Besitzer nach 1996
Im Juli 1996 übernahm die ECE Projektmanagement die Verwaltung, im Oktober 2004 die „Hans-Jürgen Kleewald Projektentwicklungs-, Vermietungs- und Centermanagement GmbH“ (Mönchengladbach-Rheydt) das Facilitymanagement. Die Colonia-Lebensversicherung (nunmehr AXA Investment Managers Deutschland) verkaufte den Olivandenhof im Dezember 2006 an den „Fonds K/S Olivandenhof Köln“ der Kristensen Properties A/S (Aalborg), der ihn wiederum im Oktober 2012 an die „HIH Hamburgische Immobilien Handlung GmbH“ veräußerte.

## Lage und Bedeutung
Der Olivandenhof liegt direkt zwischen den Einkaufszentren Breite Straße, Schildergasse und Neumarkt und deckt das Dreieck der Straßen Zeppelinstraße 9 / Richmodstraße 10 / Am alten Posthof 3 ab. Die in 20 Meter Höhe angebrachte Überdachung der Zeppelinstraße zwischen Olivandenhof und Karstadt war die erste Überdachung einer Straße in Deutschland. Die Zeppelinstraße ist seit September 1988 bis zum Neumarkt eine verkehrsfreie Fußgängerzone. Unterirdische Zugänge verbinden den Olivandenhof mit dem Neumarkt, dem dortigen U-Bahnhof und Karstadt. Die Stadtbahn Köln bedient den Olivandenhof durch die U-Bahnhöfe Neumarkt und Appellhofplatz. Er beheimatet Europas größtes Outdoor-Fachgeschäft.